# Sibila Pérsica

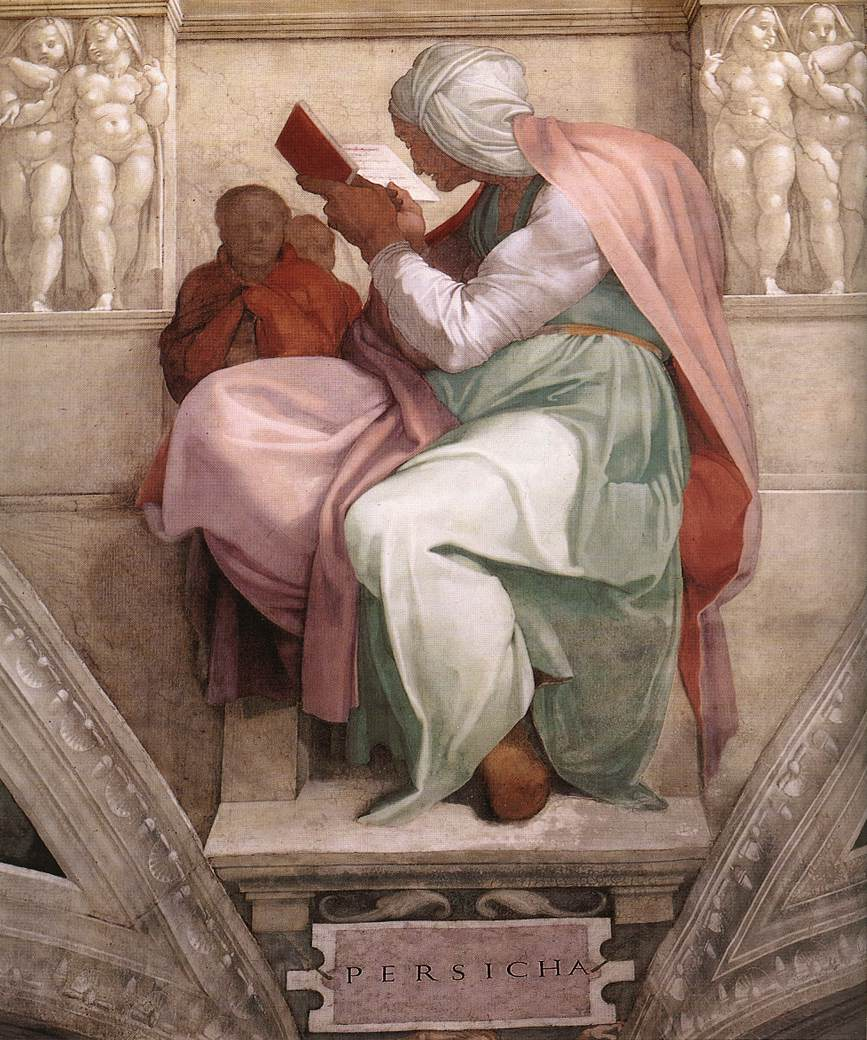
fresco de Michelangelo retratando a sibila Pérsica.

A sibila Pérsica, também conhecida como Babilônica, Hebreia ou Egípcia, é uma figura da mitologia greco-romana que representa uma profetisa da antiguidade clássica. As lendas diziam que ela atuava como um oráculo de Apolo.
O termo sibila vem (via Latim) da palavra de grego antigo sibulla, significando "profetisa". Existiram muitas sibilas no mundo antigo, sendo a pérsica uma das mais conhecidas. Diz-se que ela previu muitas das façanhas de Alexandre, o Grande.  Nicanor, que escreveu sobre a vida de Alexandre, menciona essa sacerdotisa. Uma das mais notórias representações da sibila é a pintada por Michelangelo no teto da Capela Sistina, no Vaticano.